# Guanli (köpinghuvudort i Kina, Shandong Sheng, lat 37,19, long 120,69)
Guanli (kinesiska: 观里, 观里镇) är en köpinghuvudort i Kina. Den ligger i provinsen Shandong, i den östra delen av landet, omkring 330 kilometer öster om provinshuvudstaden Jinan. Antalet invånare är 33 022. Befolkningen består av 16 131 kvinnor och 16 891 män. Barn under 15 år utgör 9,0 %, vuxna 15-64 år 76 %, och äldre över 65 år 13,0 %.
Runt Guanli är det tätbefolkat, med 530 invånare per kvadratkilometer. Närmaste större samhälle är Zhuangyuan, 18,0 km nordost om Guanli. Trakten runt Guanli består till största delen av jordbruksmark.
Genomsnittlig årsnederbörd är 747 millimeter. Den regnigaste månaden är juli, med i genomsnitt 283 mm nederbörd, och den torraste är januari, med 11 mm nederbörd.